# Franz Sprung
Franz Sprung, auch Franz von Sprung oder Franz Ritter von Sprung (* 16. Oktober 1815 in Krennhof, Gemeinde Gradenberg (heute in der Gemeinde Köflach); † 2. April 1890 in Graz) war Eisenwerksdirektor und Abgeordneter zum Österreichischen Abgeordnetenhaus.

## Leben
Franz von Sprung war Sohn des gleichnamigen Gutsbesitzers Franz X. Sprung. Er ging auf Gymnasien in Judenburg und Graz, besuchte von 1830 bis 1833 Philosophische Jahrgänge und studierte von 1833 bis 1836 Rechtswissenschaft an der Universität Graz. Von 1838 bis 1840 ging er an die Bergakademie Schemnitz und von 1840 bis 1842 an die montanistische Lehranstalt in Vordernberg. Schon 1836 war er Rechtspraktikant am Stadt- und Landrecht in Klagenfurt. Zwischen 1837 und 1838 machte er Praxis in den Lodron'schen Berg- und Hüttenwerken bei Gmünd. Im Jahr 1842 wurde er Berg- und Hüttenverwalter in Jauerburg (heute Slovenski Javornik in der Gemeinde Jesenice) und Wocheiner Feistritz, beide im Bezirk Radmannsdorf. 1849 wurde er provisorischer und 1854 wirklicher Professor für Hüttenkunde an der montanistischen Lehranstalt Vordernberg bzw. seit der Übersiedlung im Jahr 1850 in Leoben. Ab 1851 war er auch Sekretär der Handels- und Gewerbekammer Leoben. 1857 wurde er Direktor des Mayr-Melnhof'schen Hüttenwerks in Donawitz und ab 1872 war er im Besitz der AG der Innerberger Hauptgewerkschaft. Im Jahr 1882 ging er in den Ruhestand. Von 1880 bis 1890 war er auch noch Direktor der Landes-Berg- und Hüttenschule in Leoben.
Franz von Sprung war von 1878 bis 1884 und von 1885 bis 1889 Mitglied im steiermärkischen Landtag (V. und VI. Wahlperiode), Kurie Handels- und Gewerbekammern. Er war auch Gemeinderat von Leoben und von 1886 bis 1888 Gemeinderat von Graz.
Er war römisch-katholisch und ab 1850 verheiratet mit Johanna Tunner, mit der er eine Tochter und zwei Söhne hatte. Sein Schwager war Peter Ritter von Tunner, sein Schwiegersohn Fridolin Reiser. Im Jahr 1881/82 wurde er als Träger des Ordens der Eisernen Krone in den österreichischen Ritterstand erhoben.

## Politische Funktionen
Franz von Sprung war vom 5. Dezember 1882 bis zum 23. April 1885 Abgeordneter des Abgeordnetenhauses im Reichsrat (VI. Legislaturperiode) und vertrat dort für das Kronland Steiermark die Kurie Städte 4 (Judenburg, Weißkirchen, Oberzeiring, Knittelfeld, Obdach, Neumarkt, Unzmarkt, St. Lambrecht, Murau, Oberwölz, St. Peter, Liezen, Admont, St. Gallen, Gröbming, Schladming, Irdning, Rottenmann, Aussee). Er erlangte sein Mandat in einer Nachwahl nach dem Rücktritt von Robert Freiherr von Walterskirchen.

## Klubmitgliedschaften
Franz Sprung war Mitglied bei den Vereinigten Linken.